# Killer sudoku
Killer Sudoku (ook bekend als Som-Sudoku of samunamupure) is een puzzel waarin elementen van sudoku en kakuro samengevoegd zijn. Killer sudoku's zijn vaak veel moeilijker op te lossen dan reguliere sudokus. Het voorbeeld hiernaast is omwille illustratieve doeleinden exceptioneel eenvoudig.

## Geschiedenis
Killer sudoku's waren een bekende sudoku variant in Japan in het midden van de jaren 90, waar zij bekend waren onder de naam "samunamupure." Dit is de Japanse vorm voor het Engelse "Sum Number Place." Met de dagelijkse publicatie vanaf 2005 in de Engelse krant The Times wist ook deze puzzelvariant de westerse wereld te veroveren. In Nederland zijn nog niet veel publicaties te vinden.

## Terminologie
- cel - een vakje in het rooster waarin één cijfer past
- rij - een horizontale regel van 9 cellen
- kolom - een verticale regel van 9 cellen
- nonet - een groepje van 3x3 cellen, aangegeven door dikkere of donkere grenslijnen
- kooi - een groepje cellen, afgescheiden van de rest middels een gestippelde grenslijn of een aparte achtergrondkleur. Er is een conventie voor killer sudoku's dat elk cijfer maar eenmaal mag voorkomen in een kooi, met als gevolg dat er maximaal 9 cellen in een kooi passen.

## Regels
Het doel van de killer sudoku is om in elke cel een cijfer te plaatsten, zodanig, dat:
- Elke rij, kolom en nonet van elk cijfer één exemplaar bevat.
- De som van alle cijfers in een kooi overeenkomt met het getal dat linksboven in de kooi staat aangegeven.
- Elk cijfer slechts één keer voorkomt in iedere kooi. (volgens de killer conventie)

## Oplostechnieken

### Terminologie
Er wordt bij het oplossen van sudoku en varianten gebruikgemaakt van eigen terminologie, naast de reeds gedefinieerde begrippen.

#### Kandidaten
Meer dan met reguliere sudoku is het van belang om bij te houden welke kandidaten er resteren voor iedere cel. Dit wordt doorgaans met kleine cijfers in potlood in de cel geschreven. Door het plaatsen van cijfers en het toepassen van oplostechnieken kunnen kandidaten weggestreept worden. Als er slechts één kandidaat voor een cel resteert, dan kan dat cijfer in de cel geplaatst worden.

#### Groepen
Omdat er nogal wat technieken zijn die zowel van rijen, kolommen als nonetten gebruikmaken, is het handiger om hiervoor de verzamelnaam "groep" te gebruiken. Een groep is dus een rij, kolom of nonet.

#### Cijfercombinaties
De gegeven som en het aantal cellen in een kooi bepalen welke cijfercombinaties er mogelijk zijn. Een kooi van 2 cellen met een som 3 kan slechts de cijfers 1 en 2 bevatten. Hierdoor is het mogelijk om deze cijfers elders in de groep te verwijderen. Als van een cijfercombinatie een van de cijfers niet meer beschikbaar is, dan is die combinatie dus niet meer mogelijk. Vaak is het mogelijk om dan ook de andere cijfers uit deze combinatie weg te strepen.

#### 45 Test
Deze techniek maakt gebruik van het feit dat elke groep van elk cijfer één exemplaar bevat, en dat de som van alle cijfers 1 t/m 9 gelijk is aan 45. Als we alle sommen van de kooien die samenvallen in een groep bij elkaar optellen, dan zouden die ook op 45 moeten uitkomen. Echter, het zal niet altijd lukken om de kooien en groepen te laten samenvallen. Soms steekt er een cel uit, soms missen we een cel uit de groep. Een cel die buiten de groep valt heet een "outie", en een cel binnen de groep die buiten de berekende kooien valt noemen we een "innie".
De outies en innies veroorzaken het verschil tussen 45 (de som van de groep) en de som van de kooien. Met slechts 1 outie of innie kunnen we direct een cijfer in de cel plaatsen.

### Toepassing op het voorbeeld

#### Cijfercombinaties
De kooi linksboven met de som 3 kan slechts 1 en 2 bevatten. Kolom 1 en het nonet kunnen dus elders geen 1 en 2 meer bevatten. De kooi met de som 16 daaronder kan slechts 7 en 9 bevatten. Ook deze wordt uit kolom 1 verwijderd, maar niet uit een nonet, omdat deze kooi niet binnen één nonet ligt. De derde kooi in kolom 1 heeft de som 10. Omdat 1,2,7 en 9 niet meer mogelijk zijn, en 5+5 niet mag, blijft er voor deze kooi slechts één combinatie over: 4+6. Ten slotte de laatste kooi in deze rij met som 13. Hiervoor blijft alleen de combinatie 5+8 over. De cel op rij 9 kunnen we nu zo invullen, omdat 3 het enige cijfer in deze kolom is wat erin geplaatst mag worden.

#### 45 Test
De kooien die samenvallen met kolom 9 hebben een totale som van 21+5+9+15=50. Alleen de cel op rij 1, kolom 8 is een outie. 50-45=5. Het cijfer 5 kunnen we in de outie plaatsen. Het nonet rechtsonder wordt bedekt door de kooien 10+11+11+15=47. Er steekt één outie uit die dus 2 moet worden.

## Kooi Combinaties
Hier volgen een aantal tabellen met mogelijke cijfercombinatie voor de diverse sommen.
Het is niet nodig om tabellen toe te voegen voor grotere aantallen cellen. De tabel voor 7 cellen is complementair aan de tabel voor 2 cellen. Dit geldt ook voor 6 en 3 cellen, alsmede 5 en 4 cellen.

### 2 cellen
```
03: 12
04: 13
05: 14 23
06: 15 24
07: 16 25 34
08: 17 26 35
09: 18 27 36 45
10: 19 28 37 46
11: 29 38 47 56
12: 39 48 57
13: 49 58 67
14: 59 68
15: 69 78
16: 79
17: 89
```

### 3 cellen
```
06: 123
07: 124
08: 125 134
09: 126 135 234
10: 127 136 145 235
11: 128 137 146 236 245
12: 129 138 147 156 237 246 345
13: 139 148 157 238 247 256 346
14: 149 158 167 239 248 257 347 356
15: 159 168 249 258 267 348 357 456
16: 169 178 259 268 349 358 367 457
17: 179 269 278 359 368 458 467
18: 189 279 369 378 459 468 567
19: 289 379 469 478 568
20: 389 479 569 578
21: 489 579 678
22: 589 679
23: 689
24: 789
```

### 4 cellen
```
10: 1234
11: 1235
12: 1236 1245
13: 1237 1246 1345
14: 1238 1247 1256 1346 2345
15: 1239 1248 1257 1347 1356 2346
16: 1249 1258 1267 1348 1357 1456 2347 2356
17: 1259 1268 1349 1358 1367 1457 2348 2357 2456
18: 1269 1278 1359 1368 1458 1467 2349 2358 2367 2457 3456
19: 1279 1369 1378 1459 1468 1567 2359 2368 2458 2467 3457
20: 1289 1379 1469 1478 1568 2369 2378 2459 2468 2567 3458 3467
21: 1389 1479 1569 1578 2379 2469 2478 2568 3459 3468 3567
22: 1489 1579 1678 2389 2479 2569 2578 3469 3478 3568 4567
23: 1589 1679 2489 2579 2678 3479 3569 3578 4568
24: 1689 2589 2679 3489 3579 3678 4569 4578
25: 1789 2689 3589 3679 4579 4678
26: 2789 3689 4589 4679 5678
27: 3789 4689 5679
28: 4789 5689
29: 5789
30: 6789
```

### 5 cellen
```
15: 12345
16: 12346
17: 12347 12356
18: 12348 12357 12456
19: 12349 12358 12367 12457 13456
20: 12359 12368 12458 12467 13457 23456
21: 12369 12378 12459 12468 12567 13458 13467 23457
22: 12379 12469 12478 12568 13459 13468 13567 23458 23467
23: 12389 12479 12569 12578 13469 13478 13568 14567 23459 23468 23567
24: 12489 12579 12678 13479 13569 13578 14568 23469 23478 23568 24567
25: 12589 12679 13489 13579 13678 14569 14578 23479 23569 23578 24568 34567
26: 12689 13589 13679 14579 14678 23489 23579 23678 24569 24578 34568
27: 12789 13689 14589 14679 15678 23589 23679 24579 24678 34569 34578
28: 13789 14689 15679 23689 24589 24679 25678 34579 34678
29: 14789 15689 23789 24689 25679 34589 34679 35678
30: 15789 24789 25689 34689 35679 45678
31: 16789 25789 34789 35689 45679
32: 26789 35789 45689
33: 36789 45789
34: 46789
35: 56789
```

## Varianten
Hoewel de killer sudoku zelf al een variant op sudoku is, zijn er ook al varianten op de killer sudoku bedacht. De Jigsaw Killer heeft onregelmatige nonetvormen. Bij de Killer-X moeten beide diagonalen ook alle cijfers 1 t/m 9 bevatten. De Zero Killer heeft gebieden zonder kooien, waardoor het gebruik van de 45-test beperkt wordt.